# Chaperon (pokrývka hlavy)

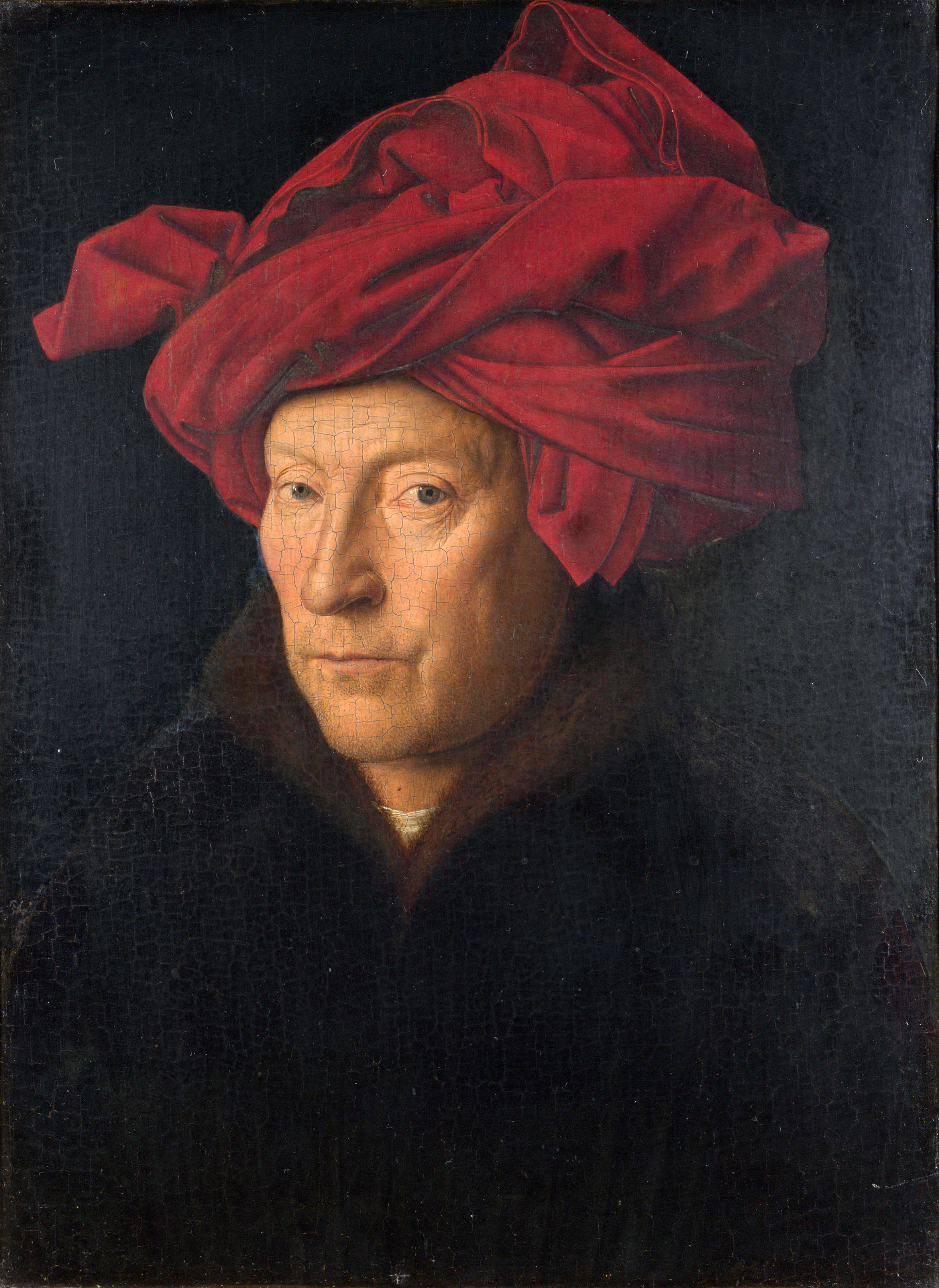
Pravděpodobný autoportrét Jana van Eycka z roku 1433 ukazuje styl nošení chaperonu s cípem ovinutým kolem hlavy, což bylo praktické při práci

Chaperon (z francouzštiny, [ʃapˈʀɔ̃]) je pokrývka hlavy populární nejvíce v západní Evropě kolem poloviny 15. století, kdy ji nosili především muži, ale někdy i ženy. Nosila se mnoha různými způsoby, často turbanovitě ovinutá kolem hlavy. Rozvinutá forma chaperonu konce středověku vznikla z prosté kápě, když se kolem roku 1300 začal otvor kápě určený původně pro tvář nosit nahoře na hlavě, takže cíp kápě visel po straně hlavy dolů. Vedle stávající kápě (francouzsky patte) a cípu (cornette) pak přibyl ještě toroidní vycpaný díl (bourrelet čili rondel), který seděl na hlavě jako věnec, zatímco cíp chaperonu se prodlužoval a začal se podobat šále.